# Lior Narkis
Lior Narkis (en hebreo: ליאור נרקיס; Jolón, 8 de noviembre de 1976) es un cantante israelí.
Exponente de la música mizrají, participó representando a Israel en el Festival de la Canción de Eurovisión 2003 con el tema Milim la'ahava (Palabras para el amor).